# Державна гімназія-інтернат з посиленою військово-фізичною підготовкою «Кадетський корпус»
Державна гімназія-інтернат з посиленою військово-фізичною підготовкою «Кадетський корпус» — це середній загальноосвітній навчальний заклад, гімназія-інтернат з посиленою військово-фізичною підготовкою у Харкові.

## Історія
Розташований у будівлях колишнього Харківського гвардійського вищого танкового командного училища.
У листопаді 2013 року Указом Президента України в місті Харкові була створена Державна гімназія-інтернат з посиленою військово-фізичною підготовкою «Кадетський корпус», яка є навчальним закладом для юнаків від 7 класу. У сучасних умовах цей навчальний заклад наслідує кращі традиції юнацького виховання, втілює в життя високі ідеї військово-патріотичного і морального виховання громадянина України.
Із часів Київської Русі виховання майбутніх «служивих» починалося з досить раннього віку. Усередині міста існував особливий район — дитинець, місце, де перебувала молодша дружина, що складалася з отроків і дитячих. Саме тут, у постійних тренуваннях і навчанні, формувалися майбутні богатирі, захисники народу.
Військова людина є й повинна залишатися особливою частиною суспільства, його елітою. На відміну від більшості професій, військова справа вимагає об'єктивного бачення, відчуття відповідальності та самопожертви. Прищеплюватись такі почуття повинні з дитинства. Як би це дивно не звучало, але формування військової еліти, аристократії справа першочергової важливості.
У цей час в Кадетському корпусі навчаються юнаки 7, 8, 9, 10 та 11 класів.
Історія формування кадетських корпусів бере свій початок у Пруссії. Одним із перших подібних закладів стала «Школа математичних і навігаційних наук», заснована московським царем Петром I в 1701 р., для солдатських дітей, у якій діти з 7 до 15 років навчалися як загальноосвітнім, так і військовим наукам.
Одним з найстаріших навчальних закладів такого типу став Полтавський Петровський кадетський корпус, заснований в 1840 р. В 1852 р. був створений Київський кадетський корпус, в 1882 р. — Миколаївський, в 1899 р. — Одеський. Зі стін навчальних закладів вийшли сотні блискучих офіцерів, героїв, що здобули собі славу на полях боїв.
Через виховання і освіту Державна гімназія-інтернат з посиленою військово-фізичною підготовкою «Кадетський корпус» формує сучасну, всебічно розвинену людину, здатну творити та сприймати зміни та новоутворення. Для того, щоб готувати дитину до інноваційного стилю життя, гімназія працює над змістом профільної освіти, розвиває соціально-орієнтовані технології.
Призначення Державної гімназії-інтернату з посиленою фізично-військовою підготовкою «Кадетський корпус» — культивування високих моральних цінностей, формування свідомого ставлення до життя та професії.
Разом зі створенням Кадетського корпусу Харківщина відновила традиції військово-патріотичного виховання юнаків, втрачені ще у далекому 1947 році внаслідок переміщення Харківського військового суворовського училища, яке було розміщено у місті Чугуїв, до міста Київ.
В умовах розвитку військово-спортивного профілю — фізична культура та Захист Вітчизни — в Кадетському корпусі працюють гуртки, проходять заняття із фізкультури та стройової підготовки юнаків, набуваються основні навички майбутньої професійної діяльності.
Заняття з предмета «Захист Вітчизни» складаються з п'яти основних напрямів: знання статутів, зв'язок, стройова, інженерна та військово-медична підготовка, захист від зброї масового ураження. Влітку, під час проведення табірного збору, учні здобувають навички обладнання окопів, стрільби, організації зв'язку за допомогою радіостанцій тощо. Завершальний етап літнього табору — це тактична гра, яка вбирає у себе усі елементи раніше засвоєних навичок.
Кадети гімназії беруть участь у зустрічах, конференціях, круглих столах, уроках мужності — це той неповний перелік заходів, під час проведення яких молоде покоління переймає від видатних особистостей України почуття патріотизму, любові до рідної землі, шани до народу України, культурних та історичних цінностей.
Що своєю чергою популяризує військову службу, створює умови професійної орієнтації молоді, формує і розвиває мотивацію, спрямовану на підготовку до захисту України, служби у Збройних Силах України та інших військових формуваннях, утворених відповідно до законів України.
У Кадетському корпусі реалізується програма соціального партнерства. Сумісно з вищими військовими навчальними закладами України проводяться заходи з професійної орієнтації учнів.
Учні Кадетського корпусу — часті гості у вищих навчальних закладах таких як: Харківський національний університет Повітряних сил імені Івана Кожедуба, Національна академія внутрішніх справ, Національний університет цивільного захисту України та інші, під час відвідування яких кадети можуть ознайомитися з умовами побуту і навчання.
Життєдіяльність кадетів у другій половині дня забезпечують офіцери-вихователі. Для своїх вихованців вони стають справжнім прикладом військової честі, мужності, сили й витримки. Позаурочна діяльність учнів гімназії насичена й різноманітна. Хлопці можуть розвивати свої таланти в спорті, відвідувати додаткові навчальні заняття та літературні вечори.

## Керівництво
- начальник гімназії генерал-майор Середа Олексій Порфирович
- заступник з методичної роботи полковник Магілін Олексій Владиславович